# Croton nitidulifolius
Espèce
Croton nitidulifolius est une espèce de plantes à fleurs du genre Croton et de la famille des Euphorbiaceae présente au Pérou.